# 弗里蒙特縣 (懷俄明州)
弗里蒙特县（英語：Fremont County）是美国怀俄明州中西部的一個郡，面積23,998平方公里。根據2020年美國人口普查，弗里蒙特县共有人口39,234人。弗里蒙特县的縣治為蘭德。弗里蒙特縣是美國面積第14大的縣份，其面積與佛蒙特州相若。

## 歷史
弗里蒙特县於1884年3月5日由懷俄明領地議會成立。縣名紀念代表加利福尼亚州的聯邦參議員、共和黨第一位總統候選人約翰·弗里蒙特。弗里蒙特县是獨立自斯威特沃特县的。於1890年，比格霍恩縣獨立自弗里蒙特县、詹森郡和謝里敦縣。於1911年，溫泉縣獨立自弗里蒙特县、比格霍恩縣和帕克縣。於1921年，薩布萊特縣獨立自弗里蒙特县和林肯縣。自此，弗里蒙特县的邊界便沒有再被改變。

## 地理

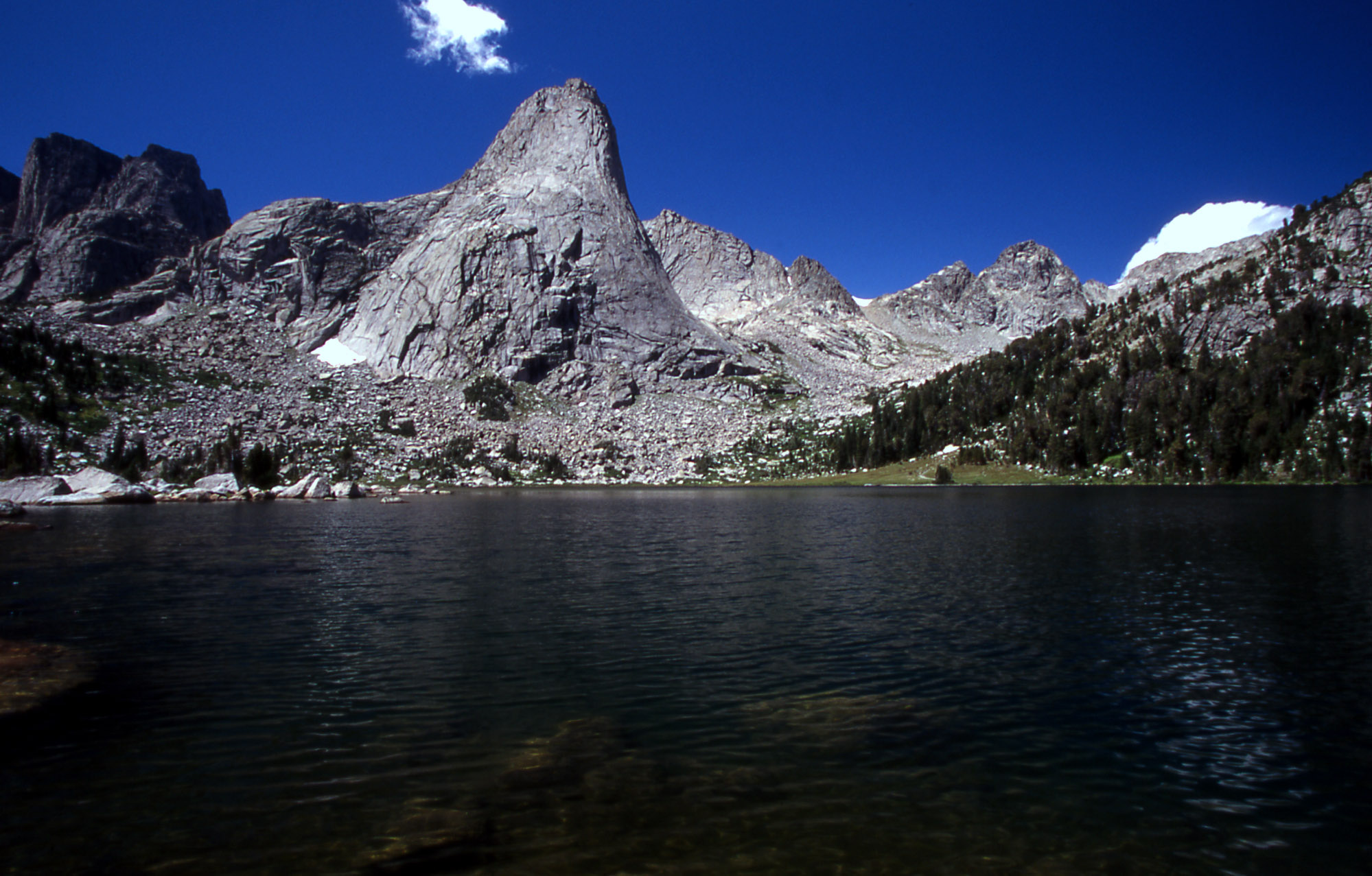
肖肖尼國家森林公園

根據2000年人口普查，弗里蒙特縣的面積為9,266平方英里（24,000平方），其中有9,182平方英里（23,780平方），即99.1%為陸地；84平方英里（220平方），即0.9%為水域。弗里蒙特縣中的最高點為海拔13,804英尺（4,207）的甘尼特峰。甘尼特峰亦是中央洛磯山脈州份怀俄明州、爱达荷州和蒙大拿州中的最高點。弗里蒙特縣是懷俄明州中面積第二大的縣份，並且是美國面積第14大的縣份。

### 毗鄰縣
弗里蒙特縣所有的毗鄰縣皆為懷俄明州的縣份。
- 溫泉縣：北方
- 華謝基縣：東北方
- 納特羅納縣：東方
- 卡本縣：東南方
- 斯威特沃特县：南方
- 薩布萊特縣：西方
- 提頓縣：西北方
- 帕克縣：西北方

### 國家保護區
- 布里傑國家森林（英语：Bridger National Forest）（部份）
- 肖肖尼国家森林（部份）
- 提頓國家森林（英语：Teton National Forest）（部份）

## 人口
| 调查年            | 人口   | 备注 | %±     |
| ----------------- | ------ | ---- | ------ |
| 1890              | 2,463  |      | —      |
| 1900              | 5,357  |      | 117.5% |
| 1910              | 11,822 |      | 120.7% |
| 1920              | 11,820 |      | 0.0%   |
| 1930              | 10,490 |      | −11.3% |
| 1940              | 16,095 |      | 53.4%  |
| 1950              | 19,580 |      | 21.7%  |
| 1960              | 26,168 |      | 33.6%  |
| 1970              | 28,352 |      | 8.3%   |
| 1980              | 38,992 |      | 37.5%  |
| 1990              | 33,662 |      | −13.7% |
| 2000              | 35,804 |      | 6.4%   |
| 2010              | 40,123 |      | 12.1%  |
| [ 7 ] [ 8 ] [ 9 ] |        |      |        |

根據2000年人口普查，弗里蒙特縣擁有35,804居民、13,545住戶和9,481家庭。其人口密度為每平方英里4居民（每平方公里2居民）。弗里蒙特縣擁有15,541間房屋单位，其密度為每平方英里2間（每平方公里1間）。弗里蒙特縣的人口是由76.49%白人、0.12%非裔、19.68%原住民、0.30%亞裔、0.03%太平洋岛民、1.16%其他種族和2.21%混血构成。而西班牙裔或拉丁美洲裔佔了人口4.37%。在76.49%白人當中，有22.1%為德裔、9.9%為英裔以及8.2%為愛爾蘭裔。
在13,545住户中，有32.2%擁有一個或以上的兒童（18歲以下）、54.3%為夫妻、10.9%為單親家庭、而有30%為非家庭。其中25.5%住户為獨居，10%為同居長者。平均每戶有2.58人，而平均每個家庭則有3.10人。在35,804居民中，有31.4%為18歲以下、8.3%為18至24歲、25.9%為25至44歲、25%為45至64歲以及13.3%為65歲以上。人口的年齡中位數為38歲，每100個女性就有98.20個男性。而每100個成年女性（18歲以上）就有95.40個成年男性。
弗里蒙特縣的住戶收入中位數為$32,503，而家庭收入中位數則為$37,983。男性的收入中位數為$30,620，而女性的收入中位數則為$19,802。弗里蒙特縣的人均收入為$16,519。約13.30%家庭和17.60%人口在貧窮線以下。